# Cerro de Oro, Argentina
Cerro de Oro är en ort i Argentina.   Den ligger i provinsen San Luis, i den centrala delen av landet, 700 km väster om huvudstaden Buenos Aires. Cerro de Oro ligger 928 meter över havet och antalet invånare är 560.
Terrängen runt Cerro de Oro är varierad. Närmaste större samhälle är Merlo, 4,6 km nordväst om Cerro de Oro. 
Trakten runt Cerro de Oro består i huvudsak av gräsmarker. Runt Cerro de Oro är det glesbefolkat, med 10 invånare per kvadratkilometer.